# 社畜と少女の1800日
『社畜と少女の1800日』（しゃちくとしょうじょのせんはっぴゃくにち）は、板場広志による日本の漫画。『週刊漫画TIMES』（芳文社）にて、2017年4月21日号から2020年10月2・9日合併号まで連載。その後にスピンオフ作品『社畜と少女のエトセトラ』が、同誌にて2021年1月22日号から2021年4月30日号まで連載。その後のストーリーを描いた『社畜と少女のその後』が電子書籍限定で2021年10月29日より不定期で配信された（全4話）
ハードな職場で働く中年男性が失踪した友人の娘を預かり、仕事と子育てを両立しつつ共に生きる姿を描いたホームドラマ作品。2023年1月時点で電子版を含めたシリーズ累計部数は330万部を突破している。

## あらすじ
徹夜に休日出勤と、毎日仕事に追われる日々を送る独身の中年サラリーマン・東根将彦は、ひょんなことから高校生時代の同級生の娘の君島優里と出会う。優里は母親・里美と2人で暮らしていたが、ある日母親が将彦の住所が書かれた置手紙を残して突然失踪してしまったと言う。優里の心境を知った将彦は世間には彼女との関係を内密にしつつ、同居生活を送ることになる。

## 登場人物

### 東根家
東根将彦（あずまね まさひこ）
本作の主人公。ゲーム会社に勤務する中年サラリーマンの独身の男性。物語開始時の正確な年齢は不明だが、第9巻81日 - 第10巻82日の内容から君島里美が妊娠したのが高校卒業後そう遠くない辺りで娘・優里が物語開始時に13歳、作中にて本人による「昭和は遠くなりにけり」という発言があり、30代前半と思われる。入社してから一度も休んだことが無く、社内ではエース的な存在で彼に世話になった社員は数知れぬほど多い。趣味は持っていない。
一人暮らしで帰宅しても寝るだけ、最悪の場合は会社で何日も寝泊りといった生活を送っていた中、高校生時代の同級生・君島里美の娘の優里と出会い、「母親が帰ってくるまで」という約束の下で彼女と同居生活を始めることとなるが、ふとしたきっかけから一念発起して彼女の親代わりとなって嫁に送り出すことを決意する。
1年後に優里との関係が漏洩して匿名の通報を受け駆け付けた警察から連行されるも、「事件性が無い」という理由から釈放されるが、代わりに優里は児童相談所に預けられてしまい、さらに結婚を前提に交際していた優里の担任教師の高井沙耶から同僚の男性教師に寝取られていることを知らされると同時に破局を言い渡されてしまった。そして、上記の件が原因で上層部から人事異動を命じられて悩んだ末に長年勤めてきた会社を退職し、優里との約束を果たせなかった未練から彼女との生活を取り戻すために引越しを決意する。退職後は、上司の桐谷が独立して創業した会社に「保留」という形で転職する。引越し後、桐谷の計らいにより優里と再会を果たす。
再会した学生時代の友人から自身が故郷を離れていた時に里美が自分の叔父とただならぬ関係にあるという噂が流れていたことを知り、ある疑念を抱いて優里の戸籍を彼女と共に確認する。その後、高校卒業前に優里は東根の元を離れ、独り立ちする。東根は優里の想いを一度は受け入れるも、「世間体」を気にして思い悩む。しかし、とあることをきっかけに、自分にとって優里が、かけがえのない存在だとはっきり自覚し、「共に生きていこう」と誓う。社畜と少女のその後では優里と結婚する。
　後日譚である、社畜と少女のその後 『社畜と少女の1800日スピンオフ2』のオリジナル描き下ろし「いつかの14歳」にて、年齢こそ具体的に明記されていないものの、将彦と優里の娘・リカが中学2年生の時点で優里が39歳で将彦が60歳を超えているというエピソードがあるため、初登場時の年齢は35歳以上であることが判明（この際の説明で、優里の年齢を来年40として時期を明確にしているのに、将彦の年齢を具体的に言わなかったのはその前のセリフに一緒にいると確実にお祖父ちゃんと間違えられるとの発言もあるためあえてぼかしていると思われる）。
君島優里（きみじま ゆり）
本作のもう一人の主人公。将彦の高校生時代の友人・君島里美の一人娘。物語開始時の年齢は13歳、中学2年生の少女。純粋で誠実。母親と暮らしていたころに起きた不慮の事故により左肩に火傷の痕がある。
母親・里美と二人家族だったが、中学2年生のころの1学期に母親の失踪と同時に実家が引き払われ、残されたメモから将彦が住んでいるアパートを訪れ、居候している。父親と親戚には一度も会ったことがない。日常では新聞配達のアルバイトを受け持っていた。実家に住んでいたころは全て家事をやっていたため料理が得意。
中学3年生の2学期に、自宅に来た警察に事情聴取をされると同時に将彦と別離される形で児童相談所に預けられ転校したが、預けられてから数日後に桐谷の計らいにより将彦と再会する。高校入学後は調理部に入部し、さらに前に住んでいたアパートの隣人であったナナからの紹介で彼女の行きつけのイタリアンレストランでアルバイトを始め、卒業するまで続ける。卒業後は地元の名門洋菓子店へ就職する。
卒業を間近に控えたある夜、５年の間胸に秘めていた想いを東根に告白するが拒絶される。その後東根の元を離れ一人暮らしを始めることになるが、東根が入院したことを知り、病室で再度告白をし、受け入れられる。一年間は洋菓子店で働きながら足繁く東根の元に通い、最終話では再び東根の元に戻ってきて共に暮らすことになる。『社畜と少女のその後』では将彦と結婚して娘・リカを産む。「いつかの14歳」で娘・リカが中学2年生の時点で39歳で、夫・将彦は60歳以上。
ハナ
優里に拾われたメスの野良猫。鼻に黒色の斑がある。優里が目を離した際には脱走して消息不明となるが、隣人のナナの協力で発見される。優里が児童相談所に預けられてからは将彦の姪の梓の家に引き取られ、将彦の引越し後は再び彼の家に住んでいる。『社畜と少女のその後』では将彦と優里の娘・リカが小学生の頃に老衰で死亡。

### 将彦の関係者
桐谷暢子（きりたに のぶこ）
将彦が勤務するゲーム会社の年下の上司の女性。既婚者だったが夫との関係が上手く行かず離婚してバツイチとなる。料理は苦手。
将彦の行動を疑い出し、優里と同居している事実を知る。身内を除けば将彦と優里の本当の事情を知っている数少ない人物。会社では東根の後輩であるが、物語開始時にはすでに上司となっており、能力的にはかなり優秀であることを示している。更に、東根が優里を預かったのが里美からの依頼であるという証拠も保存して、「後に起こるであろう行政の介入」にも事前に対処するという辣腕ぶりも見せる。将彦が退職を決意した際には自らが独立して立ち上げた会社に彼を引き入れ、優里が預けられた児童相談所にて「将彦と結婚して優里を養子に迎える」という口実で彼女を施設から引き取り、将彦と再会させた。物語では要所要所で東根や優里の背中を押すシーンもあるが、「エトセトラ」で東根に対して少なからぬ好意を持っていたことも明らかにされる。なお、東根との間に数回の性交渉アリ。
最終回で暢子という名前が明かされたが、貝塚から「鴨子（かもこ）」と読み間違いされてしまうが「エトセトラ」によると古い馴染みからもネタにされている。
勅使河原梓（てしがわら あずさ）
将彦の姉の娘で将彦の姪。初登場時は17歳の高校2年生。調子者で前向きな性格。漫画家志望ではあったが、本人曰く「壊滅的に絵が下手」とのことで泣く泣く諦めている。将彦のことは「マーくん」と呼んでいる。優里が通っていた中学校の卒業生でもある。とある日曜日に将彦のアパートを訪れた際に優里と出会い、最初に二人の関係を知ることになるが、身内には伝えていない。優里が服は学校指定の制服とジャージしか持っていなかったため、将彦の頼みで将彦のクレジットカードを使い、いろんな服を優里に買ってあげたが、その際にちゃっかり自分の服も買っていた。
高校卒業後はゲーム会社の専門学校に通っている。優里の高校進学に前後して学校を卒業しゲーム制作会社に就職。将彦に劣らぬ社畜生活をしている。本編では名前は梓のみだったが、「エトセトラ」で名字が明かされた。
貝塚梨理南（かいづか りりな）
桐谷が起業した新しい会社の新入社員の若い女性で将彦の後輩。年齢は20代。ナイスバディな巨乳だが八重歯と甲高いアニメ声がコンプレックスで、常にマスクをつけて作業を行い、会話の際は自ら話すことなく顔文字つきのメールで相手とやり取りしている。東根が前の会社で自分の推しアニメのゲームを手掛けていたことを知ると、興奮してマスクを外し、肉声解禁した。マスクを取ると口元には可愛い八重歯が見えてチャームポイントとなっている。アニメ「この山の名前はだれか知ってる」の大ファンで、桐谷が劇場版公開のコラボゲーム作成の依頼を受けると、既存イラストを使わず自分で描き下ろし、ファンから高評価を得たが、連日の深夜までの作業で疲労が蓄積し身体を壊しかけたところ、東根からきちんと休息を取るよう忠告を受けた。
「エトセトラ」によると、高校時代にオタク趣味を馬鹿にする男子に声と八重歯もからかわれたことがコンプレックスの切っ掛けであったが、友人となった梓やその友人たちに励まされたこともあってコンプレックスを克服し、特定状況以外でもマスクと肉声を解禁した。

### 優里が通っていた中学校の関係者

#### 教師
高井沙耶（たかい さや）
優里のクラス担任だった女性教師。担当教科は国語で、バスケ部の顧問。幼少期から教師になることを夢見ていた。
三者面談で「優里のおじ」として出席した将彦と知り合い、体育祭から一週間後のとある日に酔った勢いで将彦と肉体関係に発展した末に惹かれて交際を始める。しかし、優里の1年生のころの担任であった男性教師の発言から2人の関係を疑い始め、さらに将彦と梓の会話を見て優里と将彦の関係が他人だと知ってしまった。その後、将彦とのすれ違いが続いて不信感が募り、同僚の男性教師の甘い囁きに身を委ねてしまい中学校内で無理やり抱かれてしまう。優里が児童相談所に引き取られた件で男性教師の発言を思い出し、警察へ通報に至った原因が自分だと自覚し、数日後に自宅を訪れた将彦に別れを告げしてしまう。その後男性教師と結婚し、身籠もる。
「エトセトラ」では夫との間に第2子も生まれている。優里が就職した店を偶然訪れて優里の現状を確認し謝罪しているが、店を再度訪れることはしないと独白している。
男性教師（名前非公開）
高井の同僚で、優里の中学1年の時の担任。本編において名前は公開されていない。長身の中年の男性で、白衣を着用している。前妻とは離婚している。高井を映画や食事に誘ったり、誕生日プレゼントを渡したり、以前から好意を寄せていた。突然の休日出勤の際高井と二人きりになり、落ち込んでいた高井の相談に乗っているうちに感情が抑えられなくなり、保健室で思いを伝え無理やり関係を結んでしまう。その後高井と結婚した。なお、東根と優里の同居を警察に通報している。
「エトセトラ」では沙耶との間に2人目の子を設けている。沙耶が優里の店を訪れた際にも、これから何度でも来れば良いと語っており、人間的にはむしろ善人。
的場（まとば）
男性教師。初登場時は29歳。大学生時代から付き合っているOLの女性と交際している。

#### 生徒
高嶋頼子（たかしま よりこ）
優里の同級生の少女でクラスメイト。優里からは「頼ちゃん」と呼ばれている。優里の高校入学後に彼女から連絡を受け、サキと共に再会する。
内海サキ（うつみ サキ）
優里の同級生の少女でクラスメイト。一人称は「私」。優里を同級生の虐め加害者の少女から庇った。同級生の寺田の部活動の先輩にあたる兄がいる。
浅岡春太（あさおか はるた）
優里の同級生の少年でクラスメイト。一人称は「俺」。父親は既に亡くなり、母子家庭で弟と妹がいる。家事もこなしているが、料理は苦手。
体育祭のリレーの練習中に軽く足をひねったため、負担の少ない二人三脚に優里と共に参加することになるが、その本番当日に優里を巻き込んで転倒して彼女に軽傷を負わせてしまう。そのことから自責の念に駆られるが、連絡を受けてやってきた将彦から慰められた。
優里の転校から数ヵ月後に彼女と同じ高校に入学し、再会を果たす。部活動は優里と同じく調理部だが、バイトの掛け持ちで忙しいため「幽霊部員」として扱われている。
優里に好意を持っており、何度か優里にアプローチするも、優里の東根への想いを知り、潔く身を引く。
高校卒業後は頭を丸刈りにして消防士の道へ進む。「エトセトラ」では消防士学校の同期と傍目には良い雰囲気となっている。
寺田（てらだ）
優里の同級生の少年で女子生徒に人気がある。修学旅行で優里に告白したが断られた。サキの兄は部活動の先輩にあたり、卒業してからも交流がある。
虐め加害者の少女三人組
一人称は「アタシ」。優里の同級生の少女三人組で寺田のことが好きで寺田に告白された優里に嫉妬して彼女の上靴を隠したり髪の毛に噛んだガムを付けたりして虐めてた。

### 優里の進学先の高校の関係者
滝田（たきだ）
優里の同級生の女子生徒でクラスメイト。優里とは彼女の転校先の中学校からの知り合い。
長瀬（ながせ）
優里の先輩の男子生徒で調理部の部長。テニス部の部長の女子生徒と交際中。
光（ひかる）
優里の先輩の男子生徒で人気動画配信者。明るい性格で昭和レトロな物を好む。調理部の幽霊部員だが、食べる専門。

### その他
水野ナナ
将彦が住んでいたアパートの住人の若い女性。将彦がいた部屋の隣に住んでおり、彼のことは「おっさん」と呼んでいる。喫煙者。弁当屋でアルバイトをしている。猫の特性に詳しく、ハナがアパートから脱走した際には優里に協力した。この一件もあり、彼女とは親しい存在となる。
「エトセトラ」ではバイクを購入しているが、彼氏と別れたことで引っ越し資金として貯めていた金で買ったとのこと。
蓮畑夢月（はすばたけ るな）
優里が児童相談所に預けられた時に同部屋となった女の子。家庭内暴力により、親との縁を切り児童相談所で過ごしていた。その後、雑誌で地方のパン屋の店長代理になっていた事を知り、「エトセトラ」で再会を果たす（再会時には店長に昇格していた）。
君島里美（きみじま さとみ）
将彦の高校生時代の友人の女性。優里の母親でシングルマザー。当時の将彦の憧れの女性であり、美人で明るくスクールカーストでは上位に入るほどだった。両親（優里の祖父母）とは既に死別し、別れた夫側の親族とも絶縁している。物語が始まる半年前に将彦と偶然再会を果たし、その数日後に突如、優里の前から失踪して行方不明となる。
長らく行方知れずのままであったが、優里が高校3年生のときに交通事故により急逝し、将彦の友人経由で連絡が届き、北海道に所在していたことが判明。そして優里の父とは別の男性と所帯を築いていたことが発覚する。生活基盤が整えば迎えに行くと約束していた優里の父親との連絡が途絶え、彼の行方を掴むまで戻らないという覚悟で住んでいた部屋を引き払ったというのが、物語冒頭の偶然再会した将彦の下へ優里を向かわせた際の事情だった。優里の父親が見つかり次第、優里と共に母子で押し掛けるつもりだったが、優里の父親は既に別の家庭を持っており約束を反故にされたこと、今までの日々が無駄であったことや自分の両親も立て続けにこの世を去っていたことが重なって自暴自棄に陥り、実家の土地も処分して娘の優里も見捨ててしまった。
君島優也（きみじま ゆうや）
君島里美の父親の弟。里美の叔父で君島優里の大叔父にあたるが、戸籍上認知はされていないものの優里の父親でもある。現在は別の土地で家族を持って暮らしている模様。なお、優里は「エトセトラ」で桐谷から岸誠より預かった母子手帳を受け取り、その時初めて父親の名前(苗字の記載無し)を知る。その際、桐谷より父親を探す手段が無いこともないと言われたが、その後東根に対し前述のことを話した上で、自身の判断として父親は探さないことにしたと明言している。
岸誠（きし まこと）
君島里美の再婚相手の男性。里美からはシングルマザーだったことは聞かされておらず、娘である優里の存在も全く知らなかったが、
「エトセトラ」では里美の遺品の中から母子手帳を発見し、優里の存在を知った。また、里美の個人的な預金（実家を処分した際の代金）を優里に相続する権利があると桐谷伝手で伝えている。
岸拓（きし たく）
君島里美が産んだ岸誠の息子。君島優里が高校2年生のころに生まれた異父弟。初対面で異父姉・優里に懐いていた。

### 『社畜と少女のその後』の登場人物
東根リカ
東根将彦と東根（旧姓君島）優里の娘。「いつかの14歳」で登場。中学2年生。『社畜と少女のその後 社畜と少女の1800日スピンオフ2』のコミックスで、新生児のときの姿が描かれている。
的井
「いつかの14歳」の中学校の男性教師。30歳前後。10歳年下の妻と結婚。

## 書誌情報
- 板場広志 『社畜と少女の1800日』 芳文社〈芳文社コミックス〉、全13巻
  1. 2017年10月16日発売、ISBN 978-4-8322-3576-2
  2. 2017年11月16日発売、ISBN 978-4-8322-3579-3
  3. 2018年4月16日発売、ISBN 978-4-8322-3605-9
  4. 2018年7月13日発売、ISBN 978-4-8322-3617-2
  5. 2018年11月15日発売、ISBN 978-4-8322-3644-8
  6. 2019年1月16日発売、ISBN 978-4-8322-3655-4
  7. 2019年4月16日発売、ISBN 978-4-8322-3668-4
  8. 2019年7月16日発売、ISBN 978-4-8322-3683-7
  9. 2019年10月16日発売、ISBN 978-4-8322-3697-4
  10. 2020年1月16日発売、ISBN 978-4-8322-3711-7
  11. 2020年4月16日発売、ISBN 978-4-8322-3731-5
  12. 2020年7月16日発売、ISBN 978-4-8322-3756-8
  13. 2020年11月16日発売、ISBN 978-4-8322-3780-3
- 板場広志 『社畜と少女のエトセトラ 社畜と少女の1800日スピンオフ』 芳文社〈芳文社コミックス〉、2021年6月16日発売、ISBN 978-4-8322-3837-4
- 板場広志 『社畜と少女のその後 社畜と少女の1800日スピンオフ2』 芳文社〈芳文社コミックス〉、2023年1月16日発売[3]、ISBN 978-4-8322-3966-1

## 備考
- 第35話にて、作者の前作『脱オタしてはみたものの』の登場人物がカメオ出演している。